# Nannopterum
Genre
Nannopterum est un genre d'oiseaux de la famille des Phalacrocoracidae (les cormorans).

## Liste d'espèces
D'après la classification de référence (version 14.1, 2024) de l'Union internationale des ornithologues, il y a trois espèces du genre Nannopterum (ordre philogénique) :
- Nannopterum harrisi (Rothschild, 1898) – Cormoran aptère ;
- Nannopterum brasilianum (Gmelin, JF, 1789) – Cormoran vigua ;
- Nannopterum auritum (Lesson, RP, 1831) – Cormoran à aigrettes.

## Classification
Le nom valide complet (avec auteur) de ce taxon est Nannopterum Sharpe, 1899.